# Ptghni

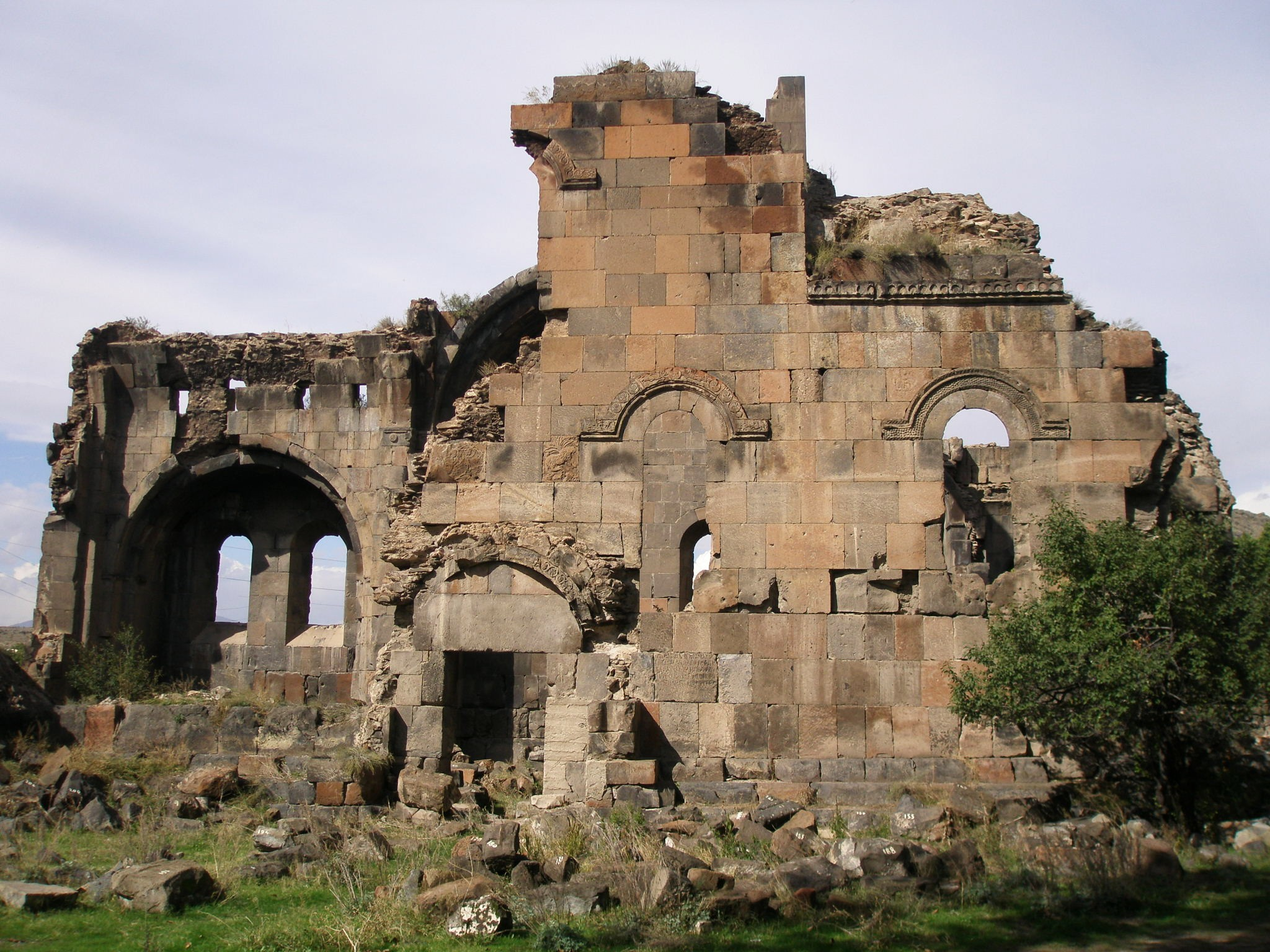
Ptghnavank. Südseite der Kirchenruine

Ptghni (armenisch Պտղնի), andere Umschriften Ptgni, Ptykhni und Ptkhni, ist ein Dorf und eine Landgemeinde (hamaynkner) in der zentralarmenischen Provinz Kotajk mit 1395 Einwohnern im Jahr 2008. In der Ortsmitte steht die Ruine einer wegen ihrer figürlichen und ornamentalen Bauplastik bedeutenden Kirche (Ptghnavank) aus dem 6. oder 7. Jahrhundert, die zum Typus der armenischen Kuppelhallen gezählt wird.

## Lage
Ptghni liegt auf 1350 Metern Höhe etwa elf Kilometer nordwestlich des Zentrums von Jerewan am linken (südlichen) Ufer des Hrasdan, der in einer Schlucht am Ortsrand vorbei durch Jerewan dem Aras zufließt. Die Schnellstraße M4 von der Landeshauptstadt zum Sewansee führt durch die Außenbezirke Awan, Arabkir und ein weitläufiges Industriegebiet. Der Abzweig zum Dorf befindet sich auf der Gegenfahrbahn kurz nach der Brücke über die Eisenbahn. Eine Wendemöglichkeit auf der Autobahn besteht etwa ein Kilometer weiter beim Casino Shangri La. Dort ist in Fahrtrichtung Jerewan die Kirchenruine auf der rechten Seite zu sehen. Die Zufahrtsstraße windet sich von der Ausfahrt hinunter ins Tal des Hrasdan und erreicht nach einem Kilometer die Ortsmitte. Im Nachbardorf Arzni, das nördlich an der Autobahn und gegenüber der von Ptghni sieben Kilometer entfernten Stadt Abowjan liegt, blieb eine kleine oktogonale Kuppelkirche aus dem 6. Jahrhundert erhalten. Die umgebenden Hügel sind mit Gras bewachsen und auf den Kuppen steinig, in den Senken wird stellenweise kleinparzelliger Feldbau betrieben.

## Ortsbild

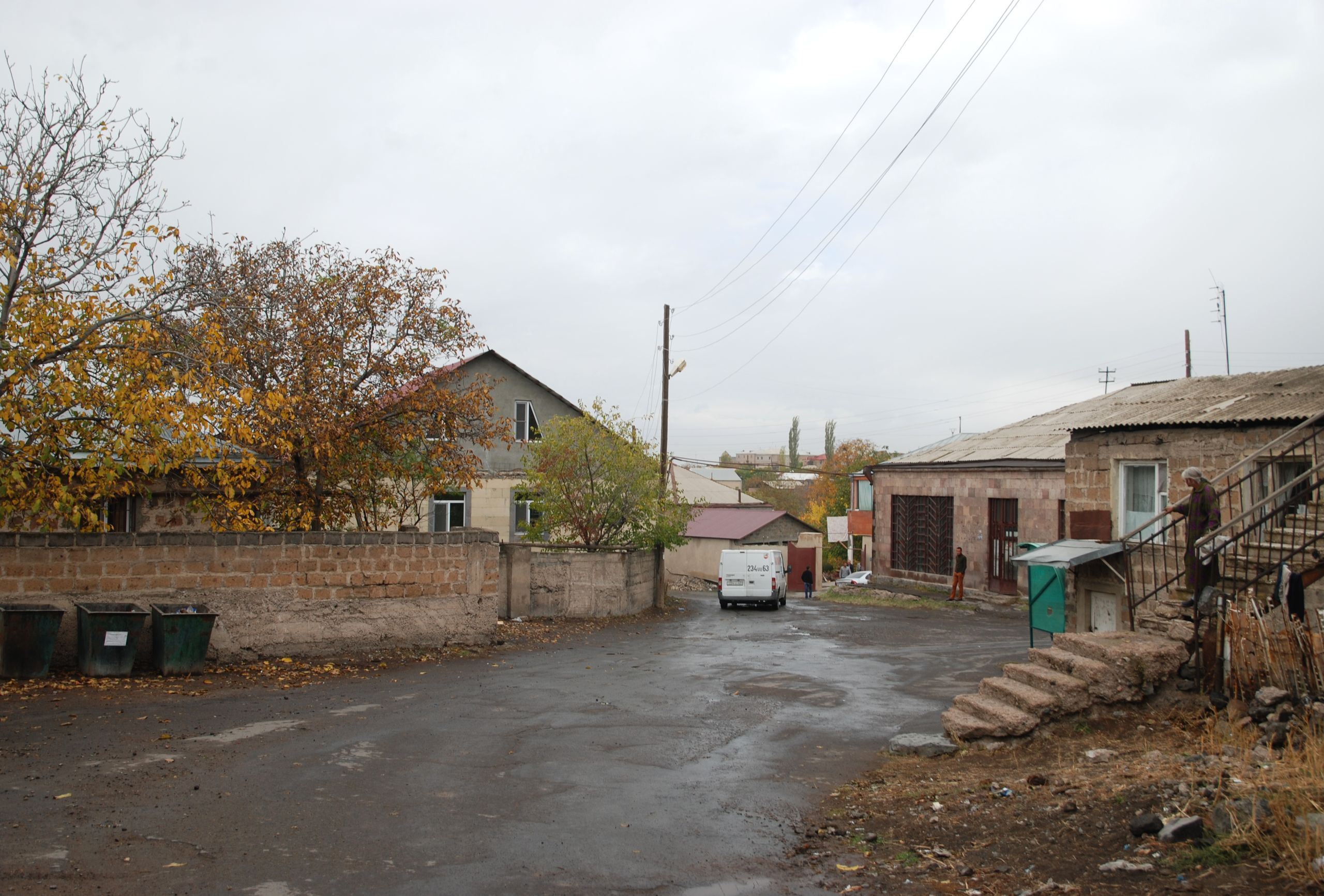
Ortsmitte in der Nähe der Kirche

Ptghni wird nur in wenigen armenischen Quellen des 7. und 8. Jahrhunderts erwähnt und muss dennoch ein bedeutender Ort gewesen sein. Das heutige Dorf wurde 1831 an der Stelle einer älteren Siedlung gegründet. 1873 war die Kirchenruine von 35 Häusern umgeben. Sie befindet sich im alten Ortskern, der von einfachen Bauernhäusern geprägt wird, die entlang unregelmäßig verlaufender Straßen innerhalb von ummauerten, mit Obstbäumen bestandenen Gärten liegen. Etwas Weintrauben werden angebaut, auf den Feldern gedeihen Melonen und Kürbisse. Die besiedelte Fläche beträgt 35 Hektar. Es gibt eine Schule, einen Kindergarten, eine Bücherei und einen Lebensmittelladen. Nördlich der Ortsmitte erstreckt sich ein neues Wohngebiet mit weit verstreuten, zweigeschossigen Wohnhäusern. 
Bei der Volkszählung des Jahres 2001 wurde die offizielle Einwohnerzahl mit 1357 angegeben. Im Januar 2008 lebten laut der amtlichen Statistik 1395 Einwohner in Ptghni.

## Kirche

### Herkunft
Der Begriff Kuppelhalle geht auf Josef Strzygowski (1918) zurück, der unter diesem armenischen Kirchenbautyp die Kombination aus einschiffigen Saalkirchen und Zentralkuppelbauten zusammenfasste. Bei der weiter verbreiteten Verbindung aus dreischiffiger Basilika und Zentralkuppel ergibt sich die Kuppelbasilika oder längsgerichtete Kreuzkuppelkirche nach dem Vorbild von Tekor (frühestens Ende 5. Jahrhundert). Hier werden der Tambour und die abschließende Kuppel von vier Pfeilern getragen, die ein zentrales Quadrat bilden. An beiden Längsseiten aus dem Baukörper polygonal heraustretende Konchen führten zu einigen bedeutenden Vertretern des armenischen Kirchenbaus (Kathedralen von Dwin und Talin, 7. Jahrhundert). Bei der Kuppelhalle ruhen Tambour und Kuppel stattdessen auf Wandvorlagen an den Seitenwänden. Die Kuppel ist verhältnismäßig größer als bei der Kuppelbasilika und überdeckt beinahe die gesamte Breite des Kirchenschiffs.
Die einzige, nahezu vollständig erhaltene Kuppelhalle aus dem 7. Jahrhundert steht in Ddmaschen am nordwestlichen Ufer des Sewansees. Die größte bekannte Kuppelhalle, die bis auf den fehlenden Tambour weitgehend aufrecht steht, ist die Kathedrale von Arutsch  (dort Näheres zur Herkunft dieses Bautyps). Die Thaddäuskirche von Ddmaschen besitzt keinen bauplastischen Schmuck, während dieser gerade in Ptghni besonders reich vorhanden ist.

### Bauform

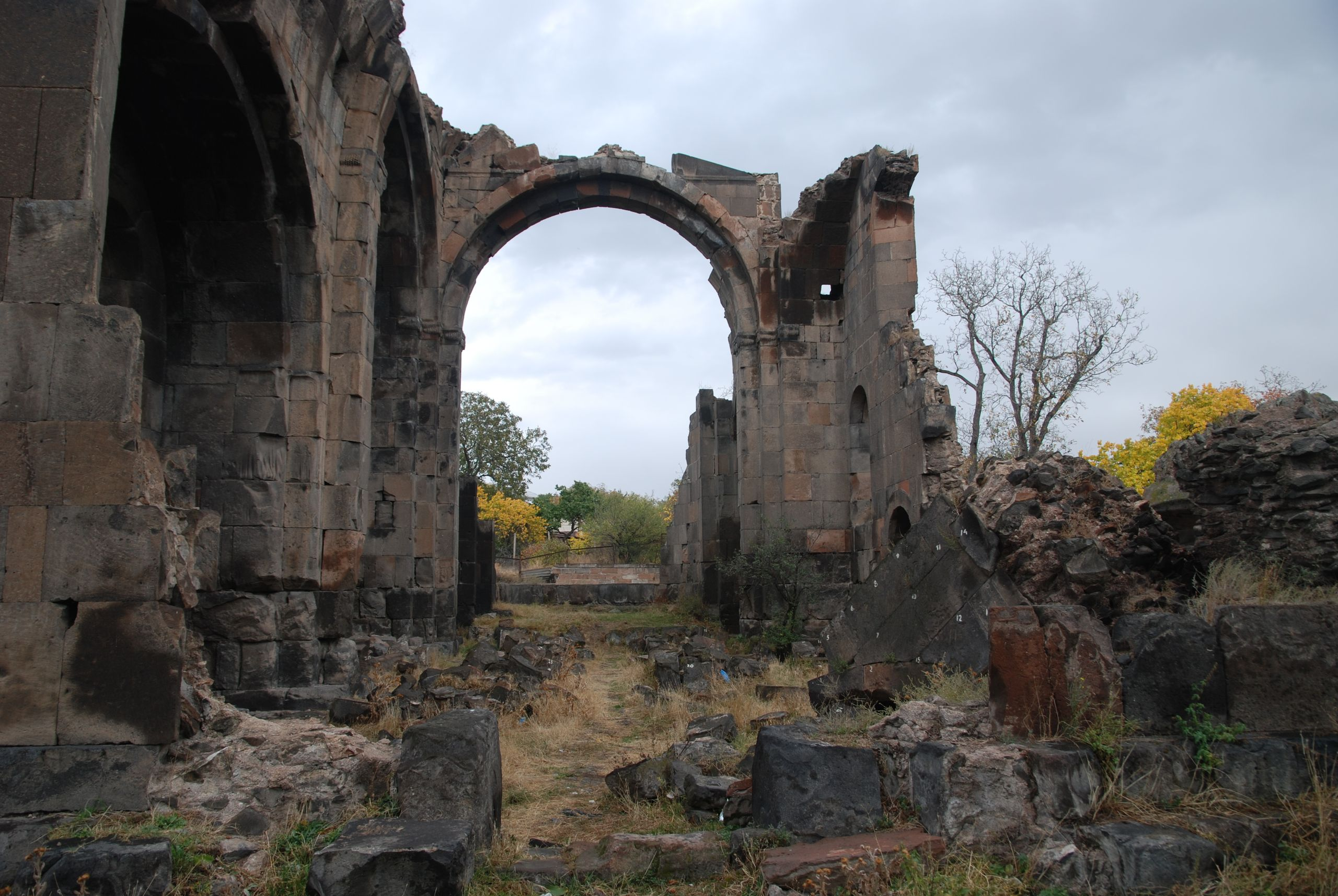
Kirchenschiff von Westen. Links am Gurtbogen der einzige Rest einer Trompe

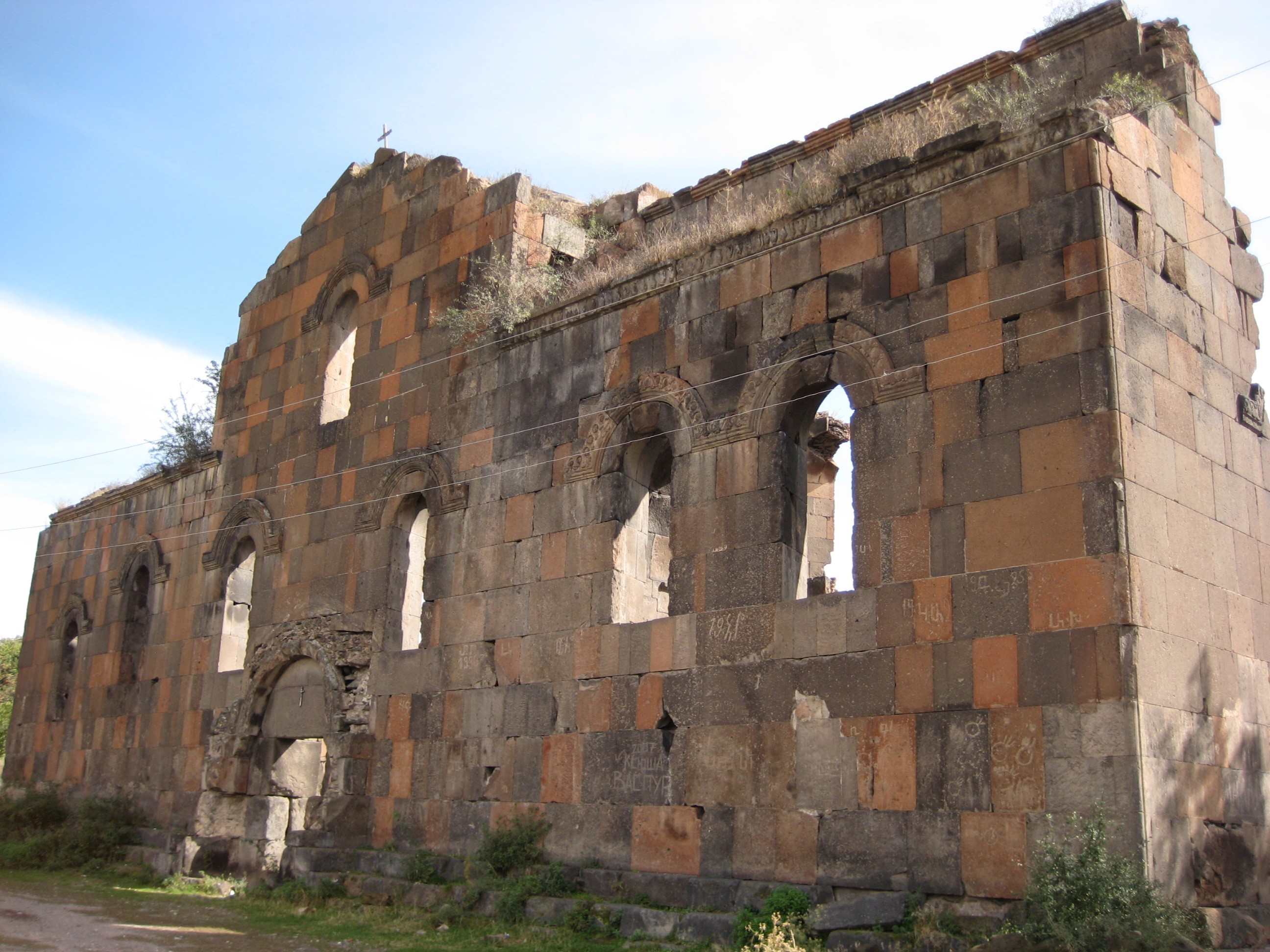
Nordfassade

Die Ruine befindet sich in einem stark zerstörten Zustand. Erhalten blieben im Wesentlichen die nördliche Längswand mit einigen Steinreihen des Apsisnebenraums, der östliche Teil der Südwand und der östliche der beiden Gurtbögen der Vierung zwischen den Wänden. Hieraus konnte der ursprüngliche Grundplan erschlossen werden. Teilweise ist der Stufensockel (Krepis) erkennbar, auf dem die Wände stehen.
Das langrechteckige Gebäude mit den Außenmaßen von 30,4 × 15,7 Metern besaß Portale in der West-,  Nord- und Südwand. Innen maß die Kirche 23,8 × 10,3 Meter. Zu beiden Seiten flankierten rechteckige, zweigeschossige Nebenräume mit halbrunden Apsiden die mittlere hufeisenförmige Altarapsis. Sie waren vom Kirchenschiff durch Eingänge an ihren westlichen Schmalseiten zu betreten. Wie der Zugang zu den oberen Geschossen erfolgte, ist unklar. Vermutlich geschah dies vom unteren Raum über eine Holzleiter durch eine Öffnung im Boden.  
Etwa 2,9 Meter nach innen ragende Wandpfeiler gliederten den gesamten Raum längs in drei ungefähr gleich große Teile, wobei die Einbauten das Kirchenschiff im Osten auf knapp die Hälfte gegenüber der Westseite verkürzten. Die an der Nordseite vollständig erhaltenen Pfeilervorlagen sind durch Blendarkaden miteinander verbunden. Niedrigere Bögen verbanden sie auch mit Pfeilern vor der Westwand, wodurch seitliche abgetrennte Nischen entstanden, die im Bereich der zentralen Kuppel den Seitenarmen einer Kreuzkuppelkirche entsprechen. Gurtbögen zwischen den Wandpfeilerpaaren überspannten quer den Raum. Die vier Bögen bildeten im Zentrum die quadratische Unterkonstruktion für Tambour und Kuppel. Der Übergang zum oktogonalen Querschnitt des Tambours erfolgte in den Ecken durch Trompen. Das Kirchenschiff im Westen und der Übergang zur Apsiskalotte im Osten überdeckten Tonnengewölbe. Die östlichen Nebenräume schlossen Kreuzgratgewölbe ab.
Wie die Kathedrale in Arutsch wurde die Ostfassade außen durch zwei tiefe Dreiecksnischen strukturiert. Der Altarraum könnte folglich entsprechend durch drei Fenster Licht erhalten haben oder es gab wie bei den meisten anderen Kirchen mit Dreiecksnischen nur ein zentrales Fenster der Altarapsis. Durch ungewöhnlich viele Fenster in den Längswänden erhielt das Kirchenschiff insgesamt reichlich Licht. Der auch außen oktogonale Tambour trägt in der Rekonstruktion ein Pyramidendach. Das Kirchenschiff war vermutlich mit einem zweistufigen Satteldach gedeckt. Der Vorbau vor dem Südportal bestand aus einem ungewöhnlichen, seitlich bis unter den Türsturz reichenden Bogen, der von Konsolen an den Seitenwänden getragen wurde.

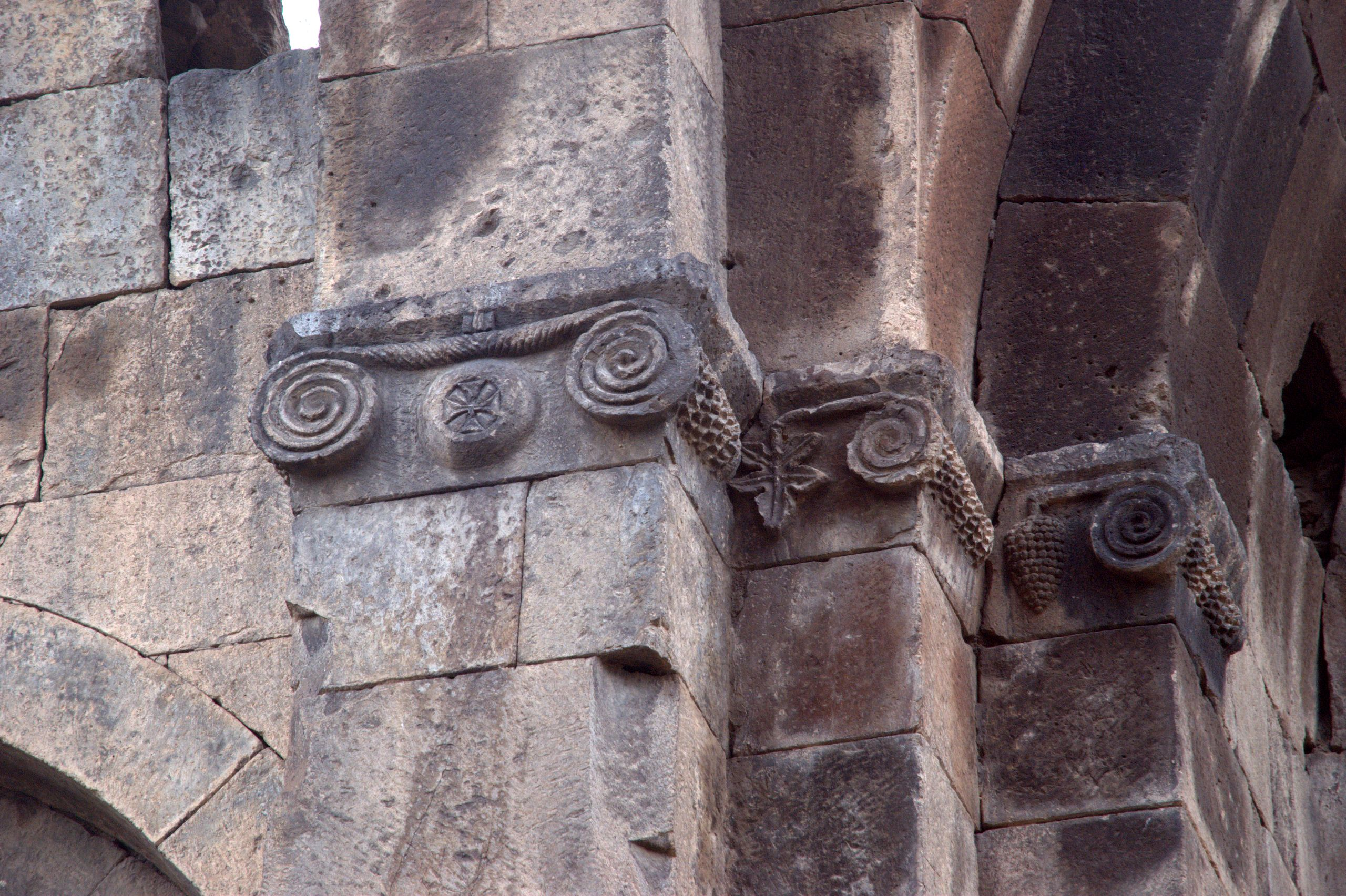
Kämpfer mit Voluten am nordöstlichen Wandpfeiler

Zur fein gearbeiteten Bauplastik im Innern gehören die Kämpfer am Ansatz der Gurtbögen, die als armenische Abwandlung des antiken ionischen Stils in Voluten mit seitlichen Wabenmustern enden. In der Mitte der Kämpfer kommen noch plastisch hervortretende Kreuzmedaillons, Weinblätter, Weinreben oder Granatäpfel hinzu. 
Die Portale wurden durch doppelte Wandsäulen, von denen Reste bei Ausgrabungen 1964 zum Vorschein kamen betont. Die Rundbogenfenster sind an den erhaltenen Wänden von hufeisenförmigen Friesen umgeben, die  vegetabile und figürliche Motiven zieren. 

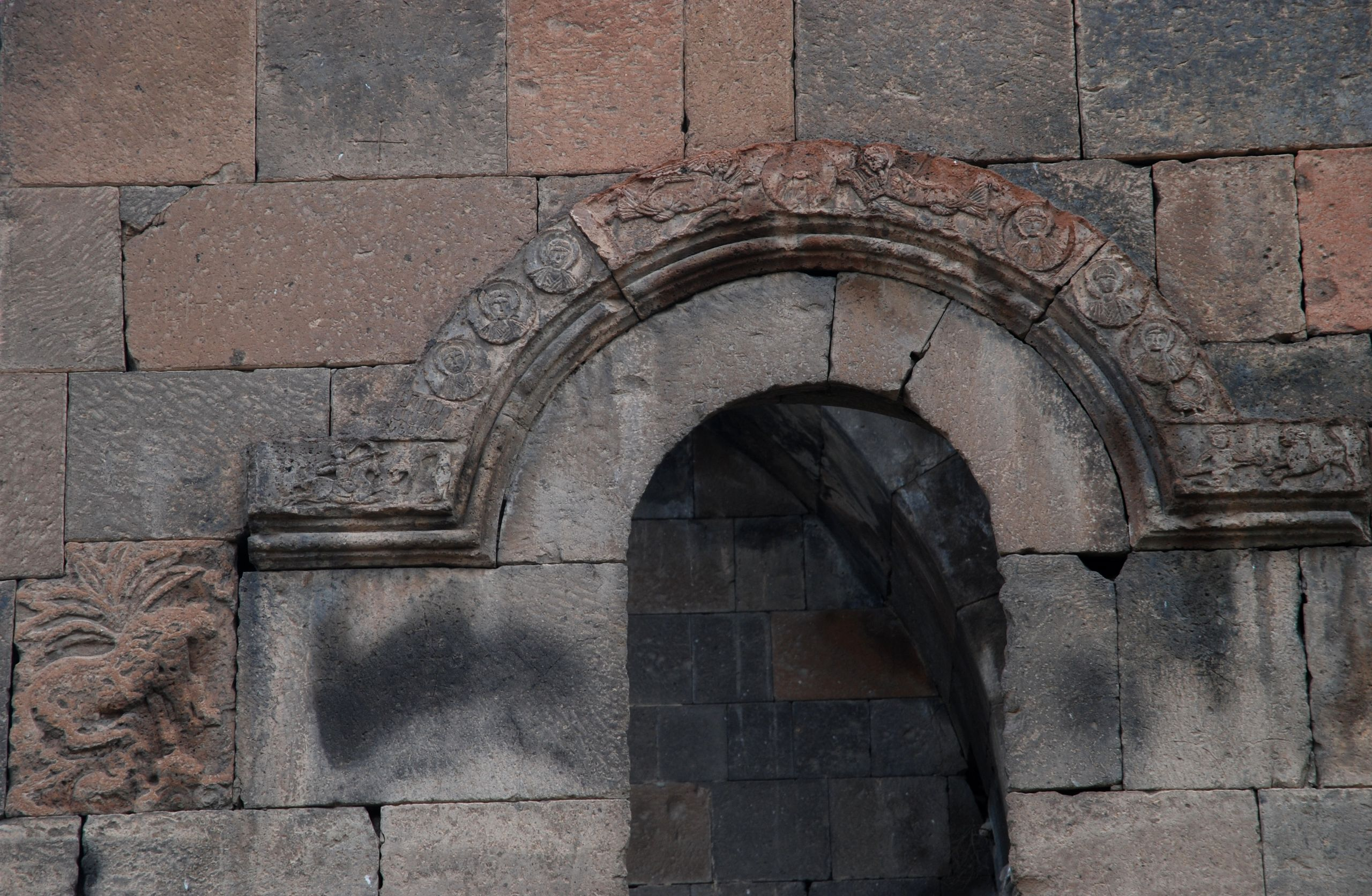
Hufeisenförmiger Fries über einem Fenster der Südfassade

Ein Fensterbogen an der Südfassade trägt in der Mitte ein Christusmedaillon, das nach antiker griechischer Tradition von zwei fliegenden Engeln flankiert wird und die früheste bekannte Himmelfahrtsszene in der armenischen Kunst darstellt. Auf jedem der seitlichen Bogenarme befinden sich drei Medaillons mit Apostelporträts. Solche in schematischer Weise symmetrisch auf eine Christusfigur bezogenen Kompositionen gehören häufig zu frühchristlichen armenischen Türstürzen. Am waagrechten linken Ende des Hufeisenbogens zielt ein Reiter im Galopp mit Pfeil und Bogen auf einen Löwen. Laut der Inschrift ist der Dargestellte ein gewisser Fürst Manuel der seit dem 4. Jahrhundert in Quellen auftauchenden armenischen Amatuni-Dynastie (Manuel Amatuneaz ter, „Manuel, Herr der Amatuni“). In der lebendigen, auf sassanidische Vorbilder zurückgehenden Darstellungsweise läuft das Pferd im fliegenden Galopp. Eine weitere Jagdszene auf der rechten Seite des Fensters zeigt einen Mann, der einen auf ihn zu rennenden Löwen mit der Lanze abwehrt. Das profane Motiv stammt aus der griechisch-römischen Kultur. Ein in Frage kommender Manuel Amatuni starb 389; falls dieser gemeint war, wird er vermutlich nicht als Stifter, sondern zusammen mit seinem auf der rechten Seite abgebildeten Vater Pargev als einer der Vorfahren des Kirchenstifters gezeigt. Auf einem Stein an der linken Kante dieses Fensterfrieses ist ein Löwe vor einer Palme im Hintergrund dargestellt, der über zwei kleine Widder unter seinen Pfoten springt.
Auf den beiden westlichen Fensterfriesen der Nordfassade sind verschiedene Vögel wie Gänse, Enten, Rebhühner und Adler zu sehen, die zu einem Kreuz in der Mitte blicken. Der Name Sahak in einer Inschrift bezieht sich wohl auf den Architekten oder Bildhauer und steht vermutlich für Kohak, den Sohn eines anderen Manuel Amatuni (um 510–590). Zu den vegetabilen Motiven an anderen Friesen gehören Weinranken, Girlanden (Festone), Waben und Palmen, die ein Kreuz umgeben. Das an der Westseite der Nordfassade erhaltene Gesims besteht aus aneinandergereihten Vasen und Krüge. Da keine Tonkrüge aus der frühchristlichen Zeit in Armenien erhalten geblieben sind, lässt sich deren Form nur aus solchen Schmuckmotiven ableiten.  Die Kirchenruine ist die einzige christliche Stätte des Ortes, weshalb der ehemalige nordöstliche Nebenraum als Andachtsnische für den Volksglauben gepflegt wird.

### Datierung
Von der kunsthistorischen Forschung Ende des 19. und Anfang des 20. Jahrhunderts wurde die Kirche von Ptghni kaum beachtet. Josef Strzygowski erwähnt Ptghni in seinem 1918 erschienenen Hauptwerk zur armenischen Kunst nicht. Die verbliebenen Mauerreste wurden erstmals ab 1940 genauer untersucht und gesichert. Bis in die 1960er Jahre fanden Ausgrabungen auf dem Gelände statt, bei denen eine im 19. Jahrhundert an der Südseite angebaute kleine Kirche abgetragen wurde.  
Da eine Gründungsinschrift an der Kirche nicht überliefert ist, orientiert sich die Datierung an Stilmerkmalen und zieht vergleichend historische Quellen heran. Ein von einem Mönch namens Israyel aus Ptghni unterzeichneter Brief ist jedoch für die Datierung nicht brauchbar. Er beinhaltet lediglich, dass Israyel im Jahr 606 an einer vom Katholikos Abraham veranstalteten Synode in Dvin teilnahm. Im 8. Jahrhundert berichtet der Geschichtsschreiber Ghewond, dass die arabischen Eroberer der armenischen Hauptstadt Dvin ein Jahrhundert zuvor mordend und plündernd durch Ptghni („Ptghunk“) und andere Orte gezogen seien. Die Kirche erwähnt er nicht und die bereits erwähnte Manuel-Inschrift ist undatiert.
Die Kirche von Ptghni gilt häufig – wenn auch nicht als die älteste armenische Kuppelhalle, so doch mit ihrer Architektur und der besonderen Verbindung von figürlicher und ornamentaler Bauplastik – als vorbildhaft für andere Kuppelhallen, auch für solche, die in der als Renaissance der armenischen Baukunst bezeichneten Phase ab dem 9. Jahrhundert entstanden. Zu diesen späteren „archaischen“ Kuppelhallen gehört die um 1029 datierte Hauptkirche des Klosters Marmaschen.
Der russische Kunsthistoriker Nikolai M. Tokarski ordnete in seinem 1925 erschienenen Reisebericht die Kirche von Ptghni wegen ihrer Ähnlichkeiten mit Arutsch ins 6./7. Jahrhundert ein. Sirarpie Der Nesessian (1977) und andere Forscher wie Mourad Hasratian (1973/74) und Fernanda de Maffei (1968) sind ihm gefolgt und haben sich nach den Untersuchungen der 1960er Jahre auf das 6. Jahrhundert festgelegt, weil sie die an der Nordostecke der Vierung erhaltene Trompe für eine entwicklungsgeschichtliche Vorform der in Arutsch verwendeten und später in Armenien üblich gewordenen Pendentifs halten. Für Paolo Cuneo (1988) und Murad Hasratyan (2000) ist die Wende vom 6. zum 7. Jahrhundert und für Siounie Mnacakanyan (1961) Anfang 7. Jahrhundert die wahrscheinliche Bauzeit. Jean-Michel Thierry vermutete 1988 das 7. Jahrhundert und grenzte 2002 die Bauzeit wie viele heutige Forscher auf die zweite Hälfte des 7. Jahrhunderts ein. Argumente für eine etwas spätere Datierung liefern die Form der Dreiecksnischen an der Ostwand und die zweigeschossigen Nebenräume, die einen gewissen Entwicklungsprozess voraussetzen.
Eine Minderheit argumentiert nach dem georgischen Kunsthistoriker Georgi Tschubinaschwili, der 1928 Strzygowskis frühe Datierungen generell kritisierte und für die Kirchen von Arutsch und Ptghni das 10. Jahrhundert vorschlug. Ihm folgen Edith Neubauer (1970) und Ulrich Bock (1983), der nach kritischer Prüfung der angegebenen Quellen das erste sichere Vergleichsdatum für Kuppelhallen anführt. Demnach wäre die um 1950 zerstörte Kirche von Shirawakan (25 Kilometer nordöstlich von Ani in der Provinz Schirak), die Ende 9. oder Anfang 10. Jahrhundert erbaut wurde, die älteste armenische Kuppelhalle. Bei einer solchen Spätdatierung stellt die im 9. Jahrhundert mit Wandpfeilern erbaute Hauptkirche des georgischen Watschnadsiani-Klosters eine zeitliche Vorwegnahme dar.